# Nachal Charod
Nachal Charod (hebrejsky: נחל חרוד, anglicky: Nahal Harod) je vádí v Izraeli, v Severním distriktu.
Pramení v masivu Giv'at ha-More na okraji Jizre'elského údolí. Směřuje pak jihovýchodním směrem podél Charodského údolí, ve kterém přijímá další prameny, zejména Ma'ajan Charod. Ze severu obtéká město Bejt Še'an a zdejší Národní park Bejt Še'an a ústí do řeky Jordán v nadmořské výšce cca 270 metrů pod úrovní moře, cca 2 kilometry severně od vesnice Ma'oz Chajim. Délka toku je cca 32 kilometrů.
Podél celého toku je okolí Nachal Charod zemědělsky intenzivně využíváno, včetně rozsáhlých komplexů umělých vodních nádrží pro chov ryb.